# Debenec
Debenec este o localitate din comuna Mirna, Slovenia, cu o populație de 47 de locuitori.